# Лиса Гора (Червенський район)
Лиса Гора (біл. вёска Лысая Гара) — село в складі Червенського району Мінської області, Білорусь. Село підпорядковане Червенській сільській раді, розташоване в центральній частині області.